# پایگاه هوایی ژردفکا
پایگاه هوایی ژردفکا (به انگلیسی: Zherdevka (air base))  یک فرودگاه نظامی   است که یک باند فرود بتن دارد و طول باند آن ۲۵۰۰ متر است. این فرودگاه در شهر ژردفکا کشور روسیه قرار دارد و در ارتفاع ۱۴۹ متری از سطح دریا واقع شده است.